# Josef Adolf Schmoll genannt Eisenwerth
Josef Adolf Schmoll genannt Eisenwerth (* 16. Februar 1915 in Berlin; † 20. Dezember 2010 in München) war ein deutscher Kunsthistoriker, Ordinarius für Kunstgeschichte an der TU München. Er verfasste über Themen aus der Geschichte der Architektur, Bildhauerei und Fotografie bedeutende Schriften, die heute teilweise als Standardwerke gelten.

## Leben
Sein Vater war der gleichnamige Josef Adolf Schmoll gen. Eisenwerth, ein Mannheimer Maschinenbauingenieur, der am 24. August 1914 in den Vogesen gefallen war, seine Mutter Eva Schmoll gen. Eisenwerth (geb. Dietmar) (1888–1979), sein Bruder, der Maler, Kunsterzieher und Studienprofessor (Stuttgart) Karl Bernhard Schmoll gen. Eisenwerth (1912–1994). Sein Großvater war der renommierte Wasserbauingenieur und Brückenkonstrukteur Anton Adolph Schmoll genannt Eisenwerth.
Das Abitur legte Schmoll gen. Eisenwerth im Frühjahr 1934 an der Berliner Schulfarm Insel Scharfenberg ab, einer reformpädagogischen Modellschule.
Danach studierte er Kunstgeschichte, Klassische Archäologie, Geschichte und Philosophie in Berlin. 1939 legte er bei seinem Doktorvater Wilhelm Pinder in Berlin seine Dissertation zum Dr. phil. über das Kloster Chorin und die Backsteinfrühgotik in der Mark Brandenburg vor.
Nach sechs Jahren Kriegsdienst (von Herbst 1939 – von 1942 bis 1944 im besetzten Frankreich – bis zur Entlassung aus dem Lazarett im Herbst 1945) war er 1945 zunächst Hilfsassistent an der Universität Hannover, ab Dezember als Wissenschaftlicher Assistent an der TH Darmstadt tätig, von 1946 bis 1949 mit einem Lehrauftrag für Architektur des Mittelalters in Stellvertretung des Ordinariats für Kunstgeschichte. Er begann dort zunächst auch ein weiteres Studium der Architektur.
1948 erhielt er einen Lehrauftrag als Gastdozent von Darmstadt aus an der Staatlichen Schule für Kunst und Handwerk (Centre sarrois d’ art et metiers) in Saarbrücken, zum Wintersemester 1949/1950 auch einen Ruf als außerordentlicher Professor für Kunstgeschichte an die nach dem Krieg neu gegründete Universität des Saarlandes. Bei Hans Gerhard Evers schrieb er 1950/51 seine Habilitation über den Bildhauer Auguste Rodin (sie wurde erst später in mehreren Teilen veröffentlicht). 1951 wurde er zum Gründungsdirektor des Kunsthistorischen Instituts berufen, seit 1955 als Ordinarius, Prodekan und Dekan der Philosophischen Fakultät.
1966 wechselte er auf den Lehrstuhl für Kunstgeschichte der Technischen Universität München, den er bis zu seiner Emeritierung 1980 innehatte. Sein Verdienst dort ist die Einführung der Kunst der Moderne und des Blickes auf historische Zusammenhänge der Kunst in den Lehrkanon. Schmoll gen. Eisenwerth war der erste, der in München (aufgrund seiner Redekunst vielbesuchte) Vorlesungen über Pablo Picasso, Paul Klee oder das Bauhaus hielt, das insbesondere in der Architektur ein bisher unbehandeltes Kapitel war.
Schmoll gen. Eisenwerth erhielt Gastprofessuren an der Pennsylvania State University (1970), der Universität Zürich (1974/1975 und 1975/1976), der Ludwig-Maximilians-Universität München (1986), der Universität Wien (1988) und der Universität Salzburg (1989).
Er war Mitglied des Kuratoriums des Bauhaus-Museums für Gestaltung in Berlin, des Fotomuseums im Münchner Stadtmuseum, der Wilhelm-Loth-Stiftung in Karlsruhe, sowie seit 1988 Ordentliches Mitglied der Bayerischen Akademie der Schönen Künste. Darüber hinaus wurde er 1973 ausgezeichnet mit der David-Octavius-Hill-Medaille der Gesellschaft deutscher Lichtbildner, 1980 mit dem Kulturpreis der Deutschen Gesellschaft für Photographie, 2001 mit der Medaille „München leuchtet“ in Silber.

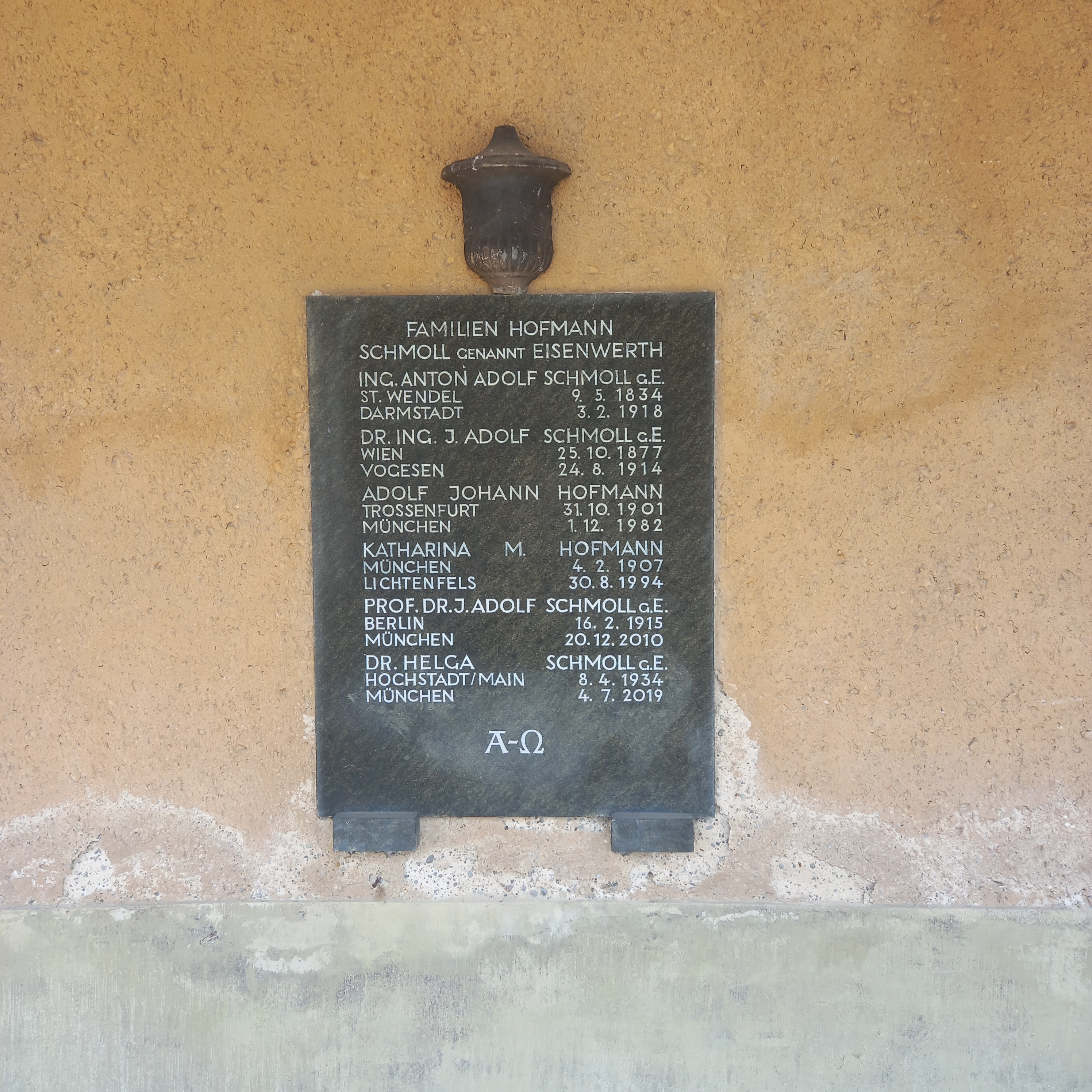
Das Grab von Josef Adolf Schmoll genannt Eisenwerth im Familiengrab auf dem Waldfriedhof Darmstadt

Seine über 6000 Titel umfassende nachgelassene Bibliothek wird seit 2015 in der Universitätsbibliothek Paderborn verwahrt und ist als Sammlung J. A. Schmoll gen. Eisenwerth erschlossen.

## Schriften (Auswahl)

### Buchpublikationen
- Der Torso als Symbol und Form. Zur Geschichte des Torso-Motivs im Werk Rodins. Baden-Baden 1954
- Das Kloster Chorin und die askanische Architektur in der Mark Brandenburg (1260–1320). Veröffentlichungen der Berliner Historischen Kommission. Berlin 1961
- Die Ludwigskirche von Friedrich Joachim Stengel 1762–1962. Saarbrücken 1963
- Die Mosel von der Quelle bis zum Rhein. Reihe Deutsche Lande – Deutsche Kunst. Frankfurt/M. – Wien – Zürich 1963, 2. Aufl. 1972
- Malerei nach Fotografie'. Von der Camera obscura bis zur Pop art. Eine Dokumentation. München 1970, 2. Aufl. 1971
- Pablo Picasso – 347 Radierungen des Sommers 1968 (Sammlung Henri Kahnweiler Paris). München 1971
- Rudolf Belling (Künstler unserer Zeit Bd. 17), St. Gallen 1971
- Das Phänomen Franz von Stuck – Kritiken, Essays, Interviews 1968–1972. München 1972
- Bildhauergrafik: R. Belling, M. Goeritz, O. H. Hajek, A. Hiller, F. König, L. Kornbrust, W. Loth. Originalgrafik-Mappe mit Begleittext. München und Mandelieu-La Napoule 1972
- Kunstgeschichte. Reihe Das Wissen der Gegenwart, Abteilung Geisteswissenschaften. Berlin, Darmstadt, Wien 1974
- Wilhelm Loth. Bildwerke in Metall. 1947–1972. Darmstadt 1976
- Auguste Rodin. Herrsching/Ammersee 1978
- Vom Sinn der Photographie. Texte aus den Jahren 1952–1980. München 1980
- Nancy 1900 – Jugendstil in Lothringen zwischen Historismus und art déco. In Zusammenarbeit mit Helga Schmoll g. E. Ein Handbuch. Mainz 1980, 2. Aufl. 1981
- Monika von Boch. Das fotografische Werk 1950–1980. Experimentelle Fotografie, Fotogramme, Industrie, Abstraktionen, Natur. Dillingen/Saar 1982
- Rodin-Studien. Persönlichkeit – Werke – Wirkung – Bibliographie. Studien zur Kunst des 19. Jahrhunderts, Bd. 31. München 1983
- Franz Roh / Collagen. Edition Marzona, Düsseldorf 1984
- Epochengrenzen und Kontinuität. Studien zur Kunstgeschichte. Hrsg. von Winfried Nerdinger und Dietrich Schubert. München 1985. ISBN 3-7913-0709-6 (gesammelte kleine Schriften; enthält auf S. 351–362 eine 300 Titel umfassende Bibliografie der Schriften Schmolls bis 1985).
- „subjektive fotografie“ – Der deutsche Beitrag 1948–1962. Internationes – Institut für Auslandsbeziehungen Stuttgart 1989
- Heinrich Schlitt 1843–1923. Ein Münchner Genre-Gnomen- und Freskomaler (Entwerfer für Keramikdekore, Bearb. Thérèse Thomas). Mettlach 1990
- Auguste Rodin und Camille Claudel. München 1994; engl. Ausgabe London-New York 2000
- Die Lothringische Skulptur des 14. Jahrhunderts: Ihre Voraussetzungen in der Südchampagne und ihre außerlothringischen Beziehungen (= Studien zur internationalen Architektur- und Kunstgeschichte. Band 29). Imhof, Petersberg 2005, ISBN 3-937251-71-5.

### Herausgeber
- Kunst der Welt. Die Kulturen des Abendlandes in 26 Bänden. Holle Verlag Baden-Baden 1957–1971 f.
- Das Unvollendete als künstlerische Form. Ein Symposium. Bern-München 1959
- Karl Lohmeyer: Erinnerungen („Dem Süden zu“). Eine Wanderung aus rheinisch-fränkischen Bürgerhäusern nach dem Land jenseits der Berge. (Aus dem Nachlaß, in Zusammenarbeit mit K. Schwingel). Heidelberg 1960
- Variae Formae – Veritas Una. Festschrift für Friedrich Gerke. (In Zusammenarbeit mit H. Schnitzler, H. Wentzel, P. Ludwig). Baden-Baden 1962
- Marcel Aubert: Romanische Kathedralen und Klöster in Frankreich. Übertragung aus dem Französischen u. Nachwort. Wiesbaden 1966
- Franz von Stuck. Die Stuck-Villa. Zu ihrer Wiedereröffnung am 9. März 1968. Werk, Persönlichkeit, Wirkung, Dokumente und Stimmen. Anhang: Die Schüler Franz von Stucks. (In Zusammenarbeit mit H. D. Hofmann u. N. Knopp), München 1968, 2. Aufl. 1980
- Beiträge zur Theorie der Künste im 19. Jahrhundert / Studien zur Philosophie und Literatur des 19. Jahrhunderts (In Zusammenarbeit mit H. Koopmann), Bd. 1, Frankfurt/M. 1971, Bd. 2 Frankfurt/M. 1972
- Das Phänomen Franz von Stuck – Kritiken, Essays, Interviews 1968–1972. München 1972 Festschrift für Luitpold Dussler (In Zusammenarbeit mit M. Restle, H. Weiermann). Berlin-München 1972
- Fin de Siècle. Zu Literatur und Kunst der Jahrhundertwende. Studien zur Philosophie und Literatur des 19. Jahrhunderts, Bd. 35. (In Zusammenarbeit mit R. Bauer, E. Heftrich, H. Koopmann, W. Rasch, W. Sauerländer). Frankfurt/M. 1977
- Hans Gerhard Evers: Ludwig II. von Bayern. Theaterfürst – König – Bauherr. Gedanken zum Selbstverständnis. (In Zusammenarbeit mit Klaus Eggert). München 1986
- Das Foto als autonomes Bild. Experimentelle Gestaltung 1839–1989. Ein Beitrag zum 150. Geburtsjahr der Fotografie. (In Zusammenarbeit mit Jutta Hülsewig-Johnen u. Gottfried Jäger). Bielefeld 1989
- Franz von Stuck und die Photographie. Ausst. Kat. Villa Stuck. (In Zusammenarbeit mit Jo-Anne Birnie Danzker u. Ulrich Pohlmann) München 1996
- Auguste Rodin: Die Bürger von Calais – Werk und Wirkung. Skulpturenmuseum Glaskasten Marl (In Zusammenarbeit mit Uwe Rüth), 1997
- Les Bourgeois de Calais. 1998
- Mythen-Symbole-Metamorphosen in der Kunst seit 1800. Festschrift für Christa Lichtenstern zum 60. Geburtstag. (In Zusammenarbeit mit Helga Schmoll g. E. u. R. M. Hillert), Berlin 2004
- Toni Schneiders: Fotografie. Ausstellung in Koblenz und Singen. Text in deutscher und englischer Sprache. Cantz, Ostfildern 2006, ISBN 3-7757-1767-6.
- Toni Schneiders: Fotografie. Ausstellung in Bad Arolsen, Stadtmuseum Münster und Städtische Galerie im Fruchtkasten, Ochsenhausen. Cantz, Ostfildern 2008, ISBN 978-3-7757-2182-0.

### Weitere Publikationen
- Frühe Wege zur Kunstgeschichte. In: Kunsthistoriker in eigener Sache. Zehn autobiographische Skizzen… Hrsg. Martina Sitt. Berlin 1990, S. 274–298.
- Interview 11. J. A. Schmoll gen. Eisenwerth im Gespräch mit Monika Bugs. Saarbrücken 2003, ISBN 3-928596-74-8. - Online, PDF-Datei; 2,0 MB
- Josef Adolf Schmoll gen. Eisenwerth: Die Anfänge der Kunstwissenschaft an der Universität des Saarlandes im Rahmen der Kulturpolitik zwischen 1948 und 1966, In: Christa Lichtenstern / Wolfgang Müller (Hrsg.): Das Kunstgeschichtliche Institut der Universität des Saarlandes - Lebensbilder. (Annales Universitatis Saraviensis Philosophische Fakultäten Band 25), St. Ingbert 2006, S. 13–82.